# Catedral de Santa María (St. Cloud)
La Catedral de Santa María  (en inglés: Cathedral of Saint Mary) es la iglesia catedral de la diócesis de Saint Cloud ubicada en St. Cloud, Minnesota, Estados Unidos. La diócesis de St. Cloud sirve al centro de Minnesota y a una población católica de aproximadamente 150.000 personas.
La parroquia de Santa María fue fundada en 1855 por el Francisco Javier Pierz. La primera misa en la parroquia se celebró el 21 de mayo en la casa de John y Catherina Schwarz. La propiedad fue comprada por 500 dólares y se hicieron planes para una iglesia con estructura de madera y una escuela. En 1856 un monje benedictino de la abadía de San Juan en Collegeville, Minnesota se convirtió en primer pastor de la parroquia y un edificio para la iglesia y la escuela fue construido en la Octava Avenida, en frente de las oficinas parroquiales actuales. La monjas benedictinas de Pennsylvania llegaron en 1857 para comenzar la escuela parroquial. Fue la primera escuela en el condado de Stearns.
En 1937 el papa Pío XI designó a Santa María, la catedral de la diócesis de St. Cloud.  En ese momento los monjes benedictinos abandonaron Santa María en el lado este de St. Cloud y fueron reemplazados por el clero diocesano.